# Loch Callater
Loch Callater ist ein Süßwassersee am Südwestrand der schottischen Council Area Aberdeenshire. Er liegt in den Grampian Mountains etwa acht Kilometer südöstlich von Braemar. Der letzte Ausflug Königin Viktorias mit ihrem 1861 verstorbenen Prinzgemahl Albert soll am 16. Oktober desselben Jahres durch den Glen Clunie in den Glen Callater geführt haben, den Albert aufgrund seiner Schönheit bewundert haben soll.

## Beschreibung
Der See liegt auf einer Höhe von 501 Metern über dem Meeresspiegel. Der längliche Loch Callater weist eine maximale Länge von 1,3 Kilometern bei einer maximalen Breite von 300 Metern auf, woraus sich eine Fläche von 31 Hektar und ein Umfang von drei Kilometern ergeben. Der flache See besitzt ein Volumen von 1.127.153 Kilolitern. Sein Einzugsgebiet beträgt 1754 Hektar. Loch Callater besitzt eine durchschnittliche Tiefe von 3,6 Metern bei einer maximalen Tiefe von 9,1 Metern. Am Nordwestufer fließt der Callater Burn ab, der über das Clunie Water und den Dee in die Nordsee entwässert.
Das Einzugsgebiet des Loch Callater erstreckt sich nach Südosten bis zum Tolmount, welcher die Grenze zur benachbarten Council Area Angus markiert. Hauptzufluss ist der am Südostufer einmündende Allt an Loch, dessen Quellbäche von den Hängen des Tolmount und des Cairn of Claise abfließen.
Im späten 19. Jahrhundert vermerkte Groome Populationen von Forellen, Lachsen und Hechten in Loch Callater.

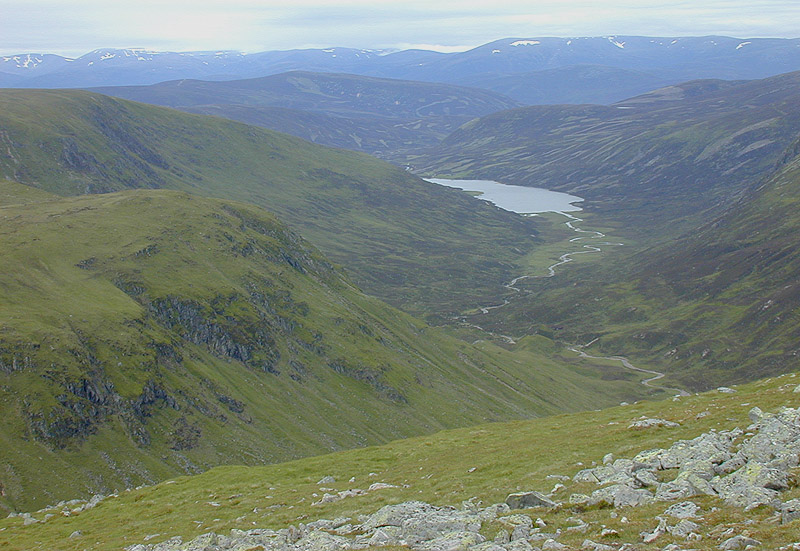
Der Allt an Loch im Glen Callater; Blick von Süden
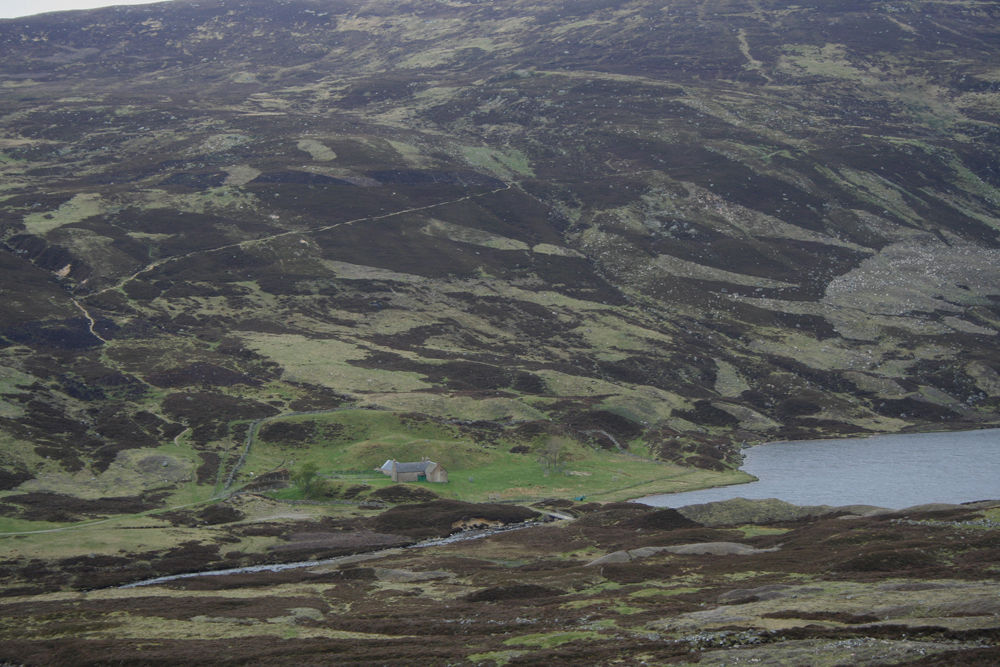
Abfluss des Callater Burns
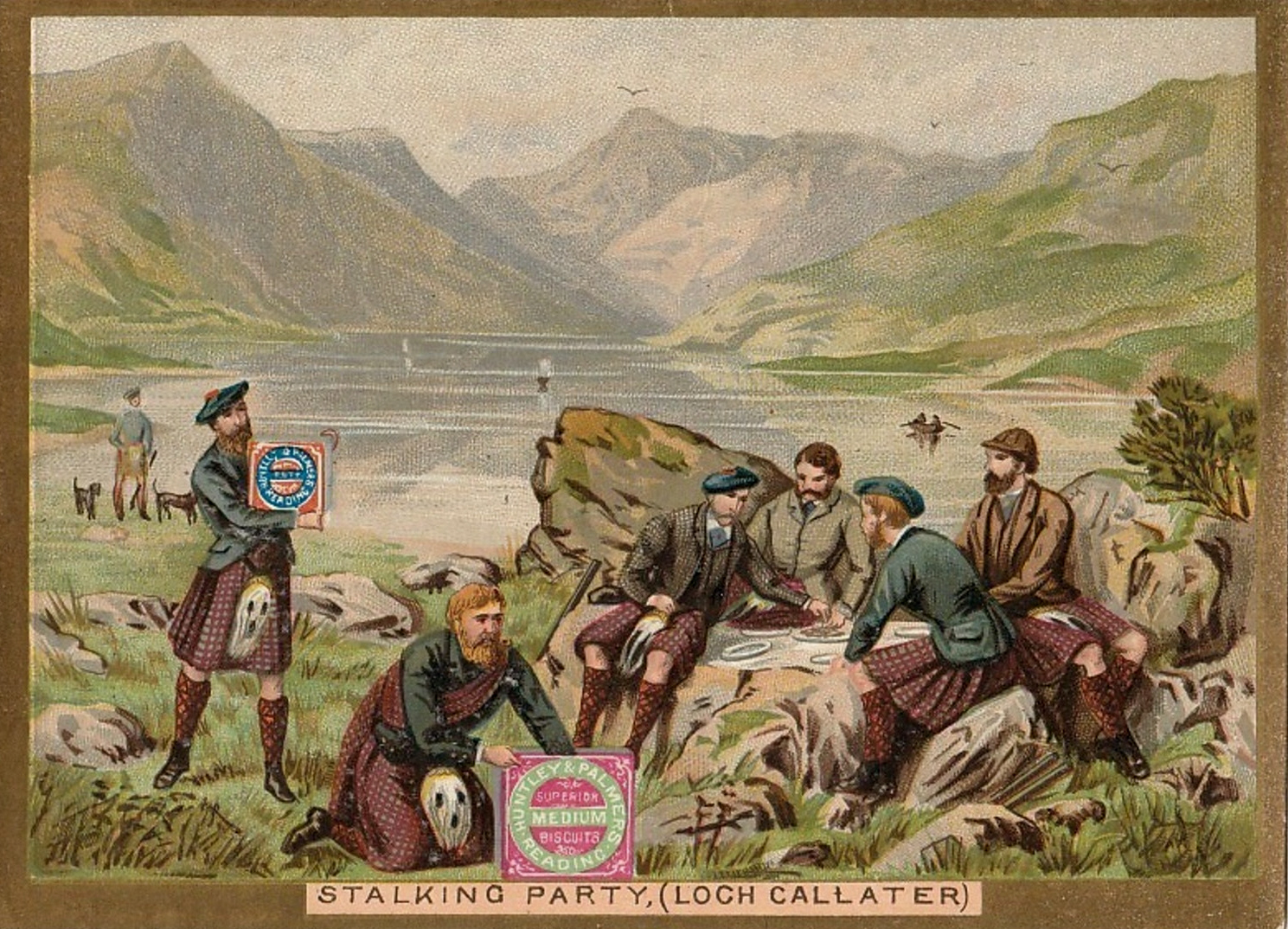
Jagdgesellschaft am Loch Callater; Zeichnung um 1900